# The Open Door
The Open Door (на български: Отворената врата) е вторият студиен албум на американската метъл група Еванесънс. Албумът е пуснат за продажба на 25 септември 2006 г. в Полша, 27 септември в Япония, 30 септември в Австралия и в Италия на 2 октомври 2006 г. в Европа и на 3 октомври в Америка. Дигиталният албум е бил готов за поръчка по-рано – на 15 август 2006 г. от iTunes и Walmart.com, като бонус към него е аудио интервю с Ейми Лий и бонус парче, The Last Song I'm Wasting On You.

## Песни и текст
Sweet Sacrifice, първата песен от албума, е тематично ориентирана върху злоупотребите в отношенията между двама души, което е и вдъхновение за всички песни в албума Fallen.
Някои критици, като Джордън Реймър от The Daily Princetonian и Роб Шефийлд от Rolling Stones спекулират, че песента е била написана от Лий за Бен Мууди.
Call Me When You're Sober започва като пиано балада, докато бързо не се превръща в алтернативна метъл песен с елементи на ню-метъл, симфоничен рок и поп музика.
Лий признава, че е написала песента за бившия си приятел Шон Моргън от Сийтър, като текста разкрива защо отношенията между двамата не са потръгнали.
Lithium е рок балада с бавно темпо, където протагониста пее за 'страха от лития'. Акордите са написана от Лий за китара, когато е била на 16. По-късно китарата е заместена от пиано, когато бива написана и лириката за парчето.
Написана за избора между удобството на скръбта и възможността за щастие, песента показва мъката на протагониста като извинение за това да прави музика.
Критиците отбелязват сходства в „звънящото“ пианно интро на Lithium и това на My Immortal от Fallen.
The Only One е първоначално наречена Tuna Afternoon и разказва за опита на Лий с предубедени, неотворени към нови идеи хора, които като че ли са изгубени в свят на който не принадлежат.
Your Star и вдъхновена от случка на Ейми по време на турнето им за албума Fallen. Тя бива вдъхновена да напише акордите в Лисабон, когато погледнала небето през нощта, и не могла да види нито една звезда. Друга част от вдъхновението ѝ е групата Pantera.
Like You е написана в памет на сестрата на Ейми Лий, също като Hello от Fallen.
Една от най-личните песни в албума – Like You, съдържа тъжен текст, акомпаниран от тежки китарни рифове.
Good Enough е самостоятелно написана от Ейми Лий и неслучайно е поставена на последно място, тъй като символизира цялата тема на албума и живота на Ейми като цяло.
Песента наподобява композицията на My Immortal, както и на всички други песни на пиано на Еванесънс.

## Турне
Първата фаза от турнето за албума започва на 5 октомври 2006 г. в Торонто, Канада и приключва в Ню Йорк на 15 декември 2006 г.
След като посещават Северна Америка през октомври, през ноември групата пътува за Европа, преди да се върне в САЩ, където свири на големи стадиони. Първата фаза на турнето бива подновена на 5 януари 2007 г., когато групата свири в Канада, Япония и Австралия.
Втората фаза на световното им турне започва на 16 март 2007 г. във Фресно, Калифорния. Тя включва изяви в САЩ, Южна Америка, Южна Африка и завършва в Европа.
Последната фаза започва на 23 октомври 2007 г. в Корал Гейбълс, Флорида. В сетлиста са включени и нови парчета – Lose Control, Missing и Understanding.

## Списък на песните
- Всички песни са продуцирани от Дейв Фортман.

| №   | Име                       | Автор(и)               | Време |
| --- | ------------------------- | ---------------------- | ----- |
| 1.  | Sweet Sacrifice           | Ейми Лий, Тери Балсамо | 3:05  |
| 2.  | Call Me When You're Sober | Лий, Балсамо           | 3:34  |
| 3.  | Weight of the World       | Лий, Балсамо           | 3:37  |
| 4.  | Lithium                   | Лий                    | 3:44  |
| 5.  | Cloud Nine                | Лий, Балсамо           | 4:22  |
| 6.  | Snow White Queen          | Лий, Балсамо           | 4:22  |
| 7.  | Lacrymosa                 | Лий, Балсамо           | 3:37  |
| 8.  | Like You                  | Лий                    | 4:16  |
| 9.  | Lose Control              | Лий, Балсамо           | 4:50  |
| 10. | The Only One              | Лий, Балсамо           | 4:40  |
| 11. | Your Star                 | Лий, Балсамо           | 4:43  |
| 12. | All That I'm Living For   | Лий, Джон ЛеКомпт      | 3:48  |
| 13. | Good Enough               | Лий                    | 5:31  |

| 14. | Call Me When You're Sober (акустична версия) | Лий, Балсамо | 3:39 |

| 15. | Call Me When You're Sober" (video)         |  |
| 16. | Правене на музикалното видео – Зад сцената |  |

## Класации
| Чартове (2006)                            | Позиция |
| ----------------------------------------- | ------- |
| Обединеното кралство – Класация на албуми | 2       |
| САЩ Billboard 200                         | 1       |
| САЩ Топ Рок албуми                        | 1       |

## Хронология на издаването
| Държава   | Дата на излизане  | Формат                | Музикален издател |
| --------- | ----------------- | --------------------- | ----------------- |
| Полша     | 25 септември 2006 | CD, дигитално сваляне | Wind-up           |
| Япония    | 27 септември 2006 | CD, дигитално сваляне | EMI               |
| Германия  | 29 септември 2006 | CD, дигитално сваляне | Wind-up           |
| Ирландия  | 29 септември 2006 | CD, дигитално сваляне | Wind-up           |
| Австралия | 30 септември 2006 | CD, дигитално сваляне | Wind-up           |
| Канада    | 3 октомври 2006   | CD, дигитално сваляне | Wind-up           |
| САЩ       | 3 октомври 2006   | CD, дигитално сваляне | Wind-up           |